# Estoy dispuesto a morir
Estoy dispuesto a morir (I am prepared to die) es el nombre dado al discurso pronunciado por Nelson Mandela el 20 de abril de 1964 desde el banquillo de los acusados en el proceso de Rivonia. El discurso se ha titulado así por las últimas palabras del mismo "es un ideal por el que estoy dispuesto a morir". El discurso es considerado uno de los grandes discursos del siglo XX y un momento clave en la historia de la democracia sudafricana.

He dedicado toda mi vida a la lucha del pueblo africano. He combatido la dominación blanca y he combatido la dominación negra. He acariciado el ideal de una sociedad democrática y libre, en la que todas las personas convivan juntas en armonía y con igualdad de oportunidades. Es un ideal por el que espero vivir y que aspiro a alcanzar. Pero, si es necesario, es un ideal por el que estoy dispuesto a morir.
Final del discurso de Nelson Mandela.